# Другий звук
Другий звук — хвилеподібне, на відміну від дифузного, розповсюдження температурного поля, що спостерігається в надплинних рідинах нижче від критичної температури.
Це хвиля температури, що реєструється за допомогою термометра (звичайні звукові хвилі — це хвилі тиску, які фіксуються мікрофоном). Експериментальне спостереження другого звуку (Москва, 1944) підтвердило багато аспектів дворідинної моделі надплинності.
При нульовій температурі швидкість другого звуку {\displaystyle c_{s}}, як передбачає дворідинна модель надплинності, дорівнює
{\displaystyle c_{s}={\frac {c}{\sqrt {3}}}},
де {\displaystyle c} — швидкість звуку. При підвищенні температури швидкість другого звуку зменшується і дорівнює нулю в лямбда-точці.